# مینکا

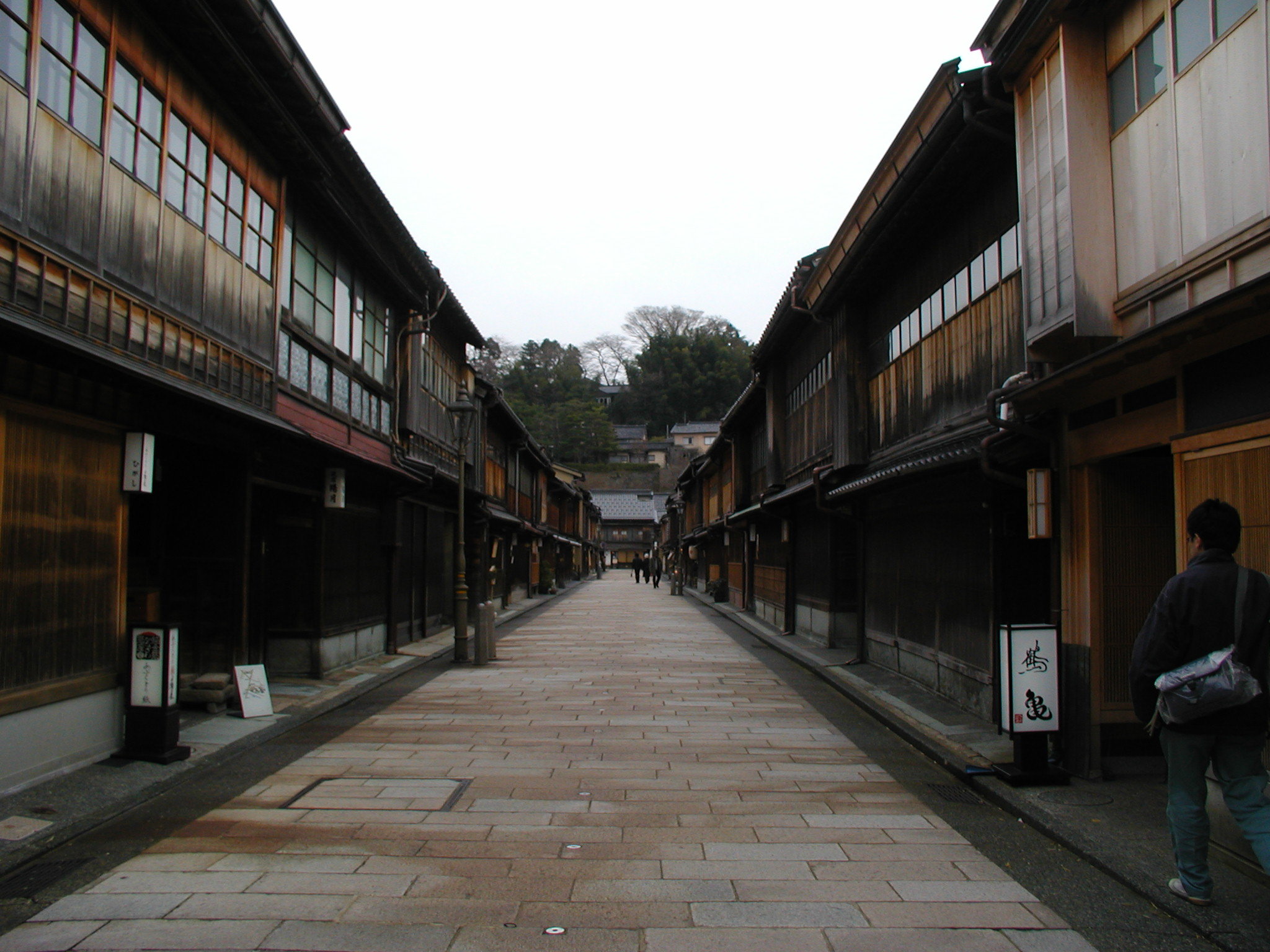
مینکا ژاپنی

مسکن ژاپنی، تقریباً همیشه، ارتباط فشرده‌ای با زمین اطرافش دارد و در هرجا که میسر باشد، در داخل یک باغ حصار بندی شده با پرچین‌های خیزران که به تنهایی یک عنصر زیبایی آفرین است، قرار داده شده است، و بدین ترتیب حتی در شلوغ‌ترین محیط‌ها، به گونه‌ای احساس خلوت و صمیمیت به ساکنانش القا می‌کند.
لازم است ذکر شود مینکا، یک الگو از خانه‌های سنتی ژاپن محسوب می‌شود که به شکل‌های متنوعی در ژاپن به اجرا درآمده است.